# Le Trou normand
Le Trou normand è un film del 1952 diretto da Jean Boyer.

## Trama
Célestin è lo zio di Hippolyte Lemoine. Quando è morto lascia un testamento, lasciandogli in eredità la sua fortuna e la sua locanda ("Le Trou Normand") a condizione che riesca ad ottenere il certificato di studi entro un anno dalla sua morte.